# Oenomys ornatus
Oenomys ornatus és una espècie de mamífer rosegador de la família dels múrids. Viu a Costa d'Ivori, Ghana, Guinea, Libèria i Sierra Leone. Els seus hàbitats naturals són les zones obertes amb un sotabosc espès i les parts de les selves amb herba. Es desconeix si hi ha cap amenaça significativa per a la supervivència d'aquesta espècie. El seu nom específic, ornatus, significa ‘guarnit’ en llatí.